# Theodor Dirr

Theodor Dirr

Theodor Dirr (* 8. November 1857 in Anhofen; † 8. April 1931 ebenda) war stellvertretender Parteivorsitzender des Bayerischen Bauernbundes und Mitglied der Weimarer Nationalversammlung in Deutschland.

## Leben
Theodor Dirr besuchte von 1863 bis 1870 die Volksschule und im Anschluss von 1870 bis 1872 die Fortbildungsschule. Danach besuchte er in Augsburg in den Jahren 1872/73 die Landwirtschaftliche Winterschule und 1873/74 die Gewerbeschule. Nach seinem Militärdienst von 1877 bis 1880 erfolgte 1885 die Übernahme des elterlichen Anwesens in Anhofen. Er war katholischen Glaubens.

## Politik
Theodor Dirr war seit 1892 Bürgermeister von Anhofen und Mitglied des Distriktsausschusses Günzburg sowie des Schwäbischen Landrats. Zudem übernahm er das Amt als zweiter Vorstand des landwirtschaftlichen Bezirksvereins Günzburg und war Mitglied des landwirtschaftlichen Kreisausschusses für Schwaben. Dirr war Vorstandsmitglied und Vorsitzender verschiedener beruflicher Organisationen.
Von 1919 bis 1929 war er Zweiter Vorsitzender des Bayerischen Bauernbundes und für diesen von 1899 bis 1905 und von 1911 bis 1918 Mitglied der Bayerischen Abgeordnetenkammer. Er sollte eigentlich der erste Landwirtschaftsminister in Bayern werden. Ein entsprechender Antrag wurde im Provisorischen Nationalrat beschlossen. In der vom Rätekongress am 1. März 1919 verabschiedeten Ministerliste des Kabinetts Segitz war Theodor Dirr als Landwirtschaftsminister vorgesehen. Das Kabinett gelangte aber niemals zu Amt und Würden, sondern wurde von den Revolutionsereignissen überrannt.
Am 10. April 1919 war er Teilnehmer und Sprecher einer parteiübergreifenden Kundgebung im Günzburger Stadtgarten gegen die Bayerische Räterepublik.
Von 1919 bis 1920 war er Mitglied der Weimarer Nationalversammlung.